# Режик
Режик — посёлок в Белоярском районе Свердловской области России. Входит в Белоярский муниципальный округ.
Ранее посёлок был центром Режиковского сельсовета Белоярского района.

## География
Посёлок Режик расположен на одноимённом ручье — левом притоке реки Пышмы, в 11 километрах к северу от посёлка Белоярского. Через посёлок проходит ветка Баженово — Изумруд Свердловской железной дороги. Здесь расположен разъезд Режик. Восточнее посёлка проходит автодорога Белоярский — Асбест.

### Часовой пояс
Режик, как и вся Свердловская область, находится в часовой зоне МСК+2. Смещение применяемого времени относительно UTC составляет +5:00.

## Население
| 2002 | 2010 | 2021 |
| ---- | ---- | ---- |
| 289  | ↘269 | ↗290 |

## Инфраструктура
В Режике 11 улиц: Берёзовая, Боровая, Вздымщиков, Железнодорожная, Молодёжная, Ольховая, Садовая, Сосновая, Станционная, Хрустальная, Центральная; один переулок — Школьный.